# Johann Caspar Schwieder
Johann Caspar Schwieder (* 8. Juli 1766 in Frankenberg (Eder); † 9. April 1840 ebenda) war ein deutscher Bäckermeister, Hospitalverwalter, Bürgermeister und Abgeordneter.

## Leben
Schwieder war Bäckermeister und Hospitalverwalter in Frankenberg (Eder), wo er auch Bürgermeister war. 1815/1816 war er Mitglied des Landtages des Kurfürstentums Hessen-Kassel für Frankenberg und die Städte des Lahnstroms.